# Mittlere Rheinbrücke
De Mittlere Rheinbrücke (ook Mittlere Brücke genoemd) is de oudste Rijnbrug van Bazel, Zwitserland. De eerste brug op deze locatie werd in de eerste helft van de 13e eeuw gebouwd en heeft het tot 1903 volgehouden; toen werd de brug door het huidige exemplaar vervangen. Tot de opening van de Wettsteinbrücke in 1879 was de Mittlere Brücke de enige Rijnovergang in Basel.